# Mördande dessert
Mördande dessert (originaltitel: The Stuff) är en amerikansk skräck- och komedifilm från 1985 i regi av Larry Cohen. 

## Handling
En delikat men mystisk gegga som sipprar ut från jordens innanmäte marknadsförs som den nya dessertsensationen, men den smaskiga sötsaken får mer än tänder att ruttna då zombieliknande varelser som vill ha mer och mer av substansen börjar hemsöka världen.

## Om filmen
Geggan i filmen är gjord av glass, yoghurt och brandsläckarskum. 

## Rollista i urval
- Michael Moriarty - David "Mo" Rutherford
- Andrea Marcovicci - Nicole
- Garrett Morris - "Chocolate Chip" Charlie
- Paul Sorvino - Överste Malcolm Grommett Spears
- Scott Bloom - Jason
- Danny Aiello - Vickers
- Harry Bellaver - Gammal gruvarbetare